# Jacques Duclos

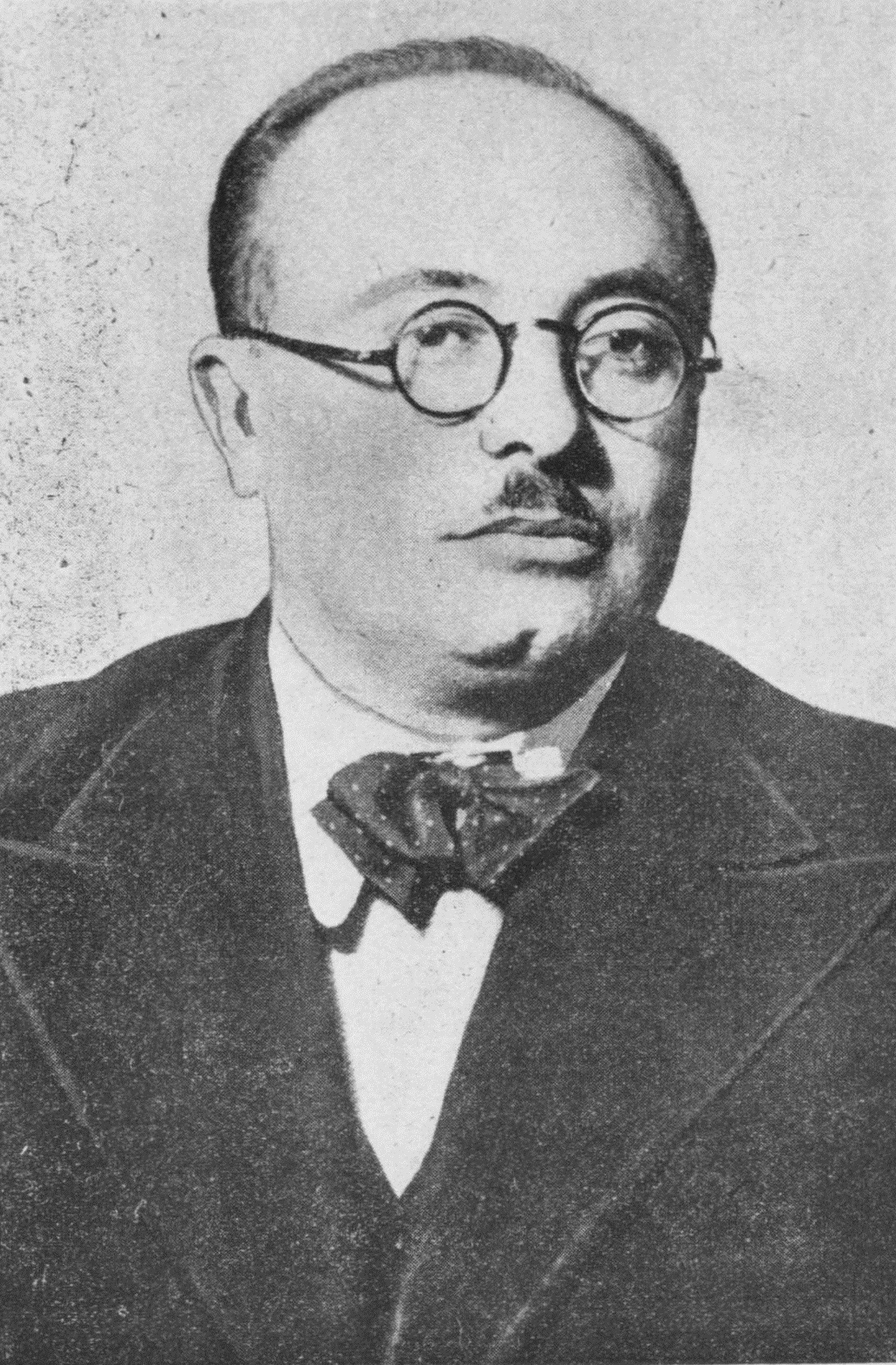
Jacques Duclos 1936.

Jacques Duclos, född 2 oktober 1896 i Louey, Hautes-Pyrénées, död 25 april 1975 i Montreuil, var en fransk politiker för Frankrikes kommunistiska parti. Under flera decennier var han en av sitt partis främsta företrädare, och under 1930-talet tillhörde han även Kominterns ledning.
Duclos var till yrket bagare, och deltog i första världskriget. 1920 anslöt han sig till Frankrikes kommunistiska parti, och 1926 valdes han in i partiets centralkommitté. 1926–58 var Duclos med avbrott ledamot i Frankrikes nationalförsamling, och från 1959 var han senator. Under Nazitysklands ockupation av Frankrike 1940–44 organiserade han partiets underjordiska verksamhet, och 1950–53 var han partiets tillförordnade generalsekreterare. Duclos ställde upp i 1969 års presidentval, där han fick 21,27 % av rösterna.